# Gouvernement Podlasie
Het gouvernement Podlasie (Russisch: Подлясская губерния, Podljasskaja goebernija, Pools: Gubernia podlaska) was een gouvernement (goebernija) van Congres-Polen. De hoofdstad van het gouvernement was Siedlce.
Het gouvernement Podlasie ontstond uit het Woiwodschap Podlasie. In 1844 werd het gouvernement Podlasie onderdeel van het gouvernement Lublin. 